# Гуз Володимир Васильович
Володимир Васильович Гуз (нар. 2 квітня 1904, Стрий — пом. 2 серпня 1991, Косів) — український радянський народний майстер різьби на дереві і педагог; член Спілки художників України з 1958 року.

## Біографія
Народився 2 квітня 1904 року в місті Стриї (тепер Львівська область, Україна). У 1930—1935 роках навчався у Львівській художньо-промислові школі (викладачі були Ян Нальборчик та Антоні Михаляк) та Мистецькій школі Олекси Новаківського.
З 1939 по 1965 рік викладав у Косівському училищі прикладного мистецтва (серед учнів Остап Гнатюк, Дмитро Лучук, Іван Смолянець, Микола Федірко, Олександр Хованець). Співпрацював із Юрієм Магалевським та Петром Холодним.
Жив в Косові, в будинку на вулиці Піонерській, 10. Помер у Косові 2 серпня 1991 року

## Творчість
Працював в галузі декоративного мистецтва (різьба по дереву). Автор композицій гуцульських килимів, меблевих гарнітурів у гуцульському стилі, декоративних тарілок, блюд, скриньок, зокрема виконав:
- скриньку з силуетом Тараса Шевченка (1961);
- обкладинку для книжки з портретом Тараса Шевченка (1961);
- скриньку «Реве та стогне Дніпр широкий» (1963);
- таріль з портретом Тараса Шевченка (1963);
- баклагу (1974).

Також виконав архітектурно-декоративне оформлення інтер'єрів громадських організацій для Івано-Франківської і Закарпатської облавтей. 
Брав участь у всеукраїнських виставках з 1949 року, всесоюзних і зарубіжних з 1957 року. Персональні виставки відбулися у Коломиї у 1974, 1979, 1984 роках. 
Роботи майстра зберігаються у Національному художньому музеї України, Музеї етнографії і художнього промислу, Івано-Франківському краєзнавчому музеї, Національному музеї народного мистецтва Гуцульщини та Покуття імені Й. Кобринського.